# Wes Carr
Wesley Carr (* 14. September 1982 in Adelaide) ist ein australischer Popsänger. Er gewann 2008 den Casting-Show-Wettbewerb Australian Idol.

## Biografie
Aufgewachsen ist Carr in Gawler im Norden der südaustralischen Metropole Adelaide. Mit 15 Jahren ging er mit seinem Vater an die Ostküste nach Bondi (Sydney). Dort trat er bereits in jungen Jahren in Pubs auf. Neben der Gitarre beherrscht er auch Klavier, Mundharmonika und Schlagzeug.
Anfang der 2000er lernte er Ben Gillies, den Schlagzeuger der Band Silverchair, kennen und gründete mit ihm 2003 als Nebenprojekt die Band Tambalane. Zusammen mit Greg Royal und Gerard Masters nahmen sie ein Album auf und gingen auf Tour, aber als sich Gillies danach wieder verstärkt Silverchair widmete, löste sich Tambalane nach zwei Jahren wieder auf.
Carr war daraufhin wieder solo unterwegs und wurde vom Produzenten und Schauspieler CJ Vanston angesprochen und nach Los Angeles geholt. In den kommenden Jahren veröffentlichte der Australier zwei Soloalben.
2008 bewarb Wes Carr sich für die sechste Staffel der Casting-Show Australian Idol (die australische Version von Deutschland sucht den Superstar). Auch aufgrund seiner Erfahrung und seines professionellen Hintergrunds wurde er sehr schnell zum Favoriten der Staffel und konnte schließlich nach zwölf Runden Ende November souverän den Titel gewinnen, der mit einem Plattenvertrag und einem Preisgeld von 200.000 australischen Dollar verbunden war. Im Anschluss erschien seine Debütsingle You, mit der er in der Weihnachtswoche als fünfter von sechs Idolgewinnern einen Nummer-1-Hit in Australien landen konnte. Die zweite Single Feels Like Woah blieb allerdings deutlich dahinter zurück. Dafür erreichte sein Album The Way the World Looks im April 2009 Platz 2 der australischen Charts.

## Diskografie

### Alben
mit Tambalane
- Tambalane (2004)

solo
- Rhythm to Fly (2006)
- Simple Sum (2008)
- The Way the World Looks (2009)

### Singles
mit Tambalane
- Little Miss Liar (2005)
- Free (2005)

solo
- You (2008)
- Feels Like Woah (2009)